# Liste der Biografien/Willin
Liste der Biografien |
Portal Biografien |
Personensuche
# |
A |
B |
C |
D |
E |
F |
G |
H |
I |
J |
K |
L |
M |
N |
O |
P |
Q |
R |
S |
T |
U |
V |
W |
X |
Y |
Z |
?
 
Wa |
Wc |
Wd |
We |
Wh |
Wi |
Wj |
Wl |
Wn |
Wo |
Wr |
Ws |
Wt |
Wu |
Ww |
Wy |
Wz
 
Wia |
Wib |
Wic |
Wid |
Wie |
Wif |
Wig |
Wih |
Wii |
Wij |
Wik |
Wil |
Wim |
Win |
Wio |
Wip |
Wir |
Wis |
Wit |
Wiv |
Wiw |
Wix |
Wiz
 
Wila |
Wilb |
Wilc |
Wild |
Wile |
Wilf |
Wilg |
Wilh |
Wili |
Wilj |
Wilk |
Will |
Wilm |
Wiln |
Wilo |
Wilp |
Wilr |
Wils |
Wilt |
Wilu |
Wilw |
Wily |
Wilz
 
Willa |
Willb |
Willc |
Willd |
Wille |
Willf |
Willg |
Willh |
Willi |
Willj |
Willk |
Willm |
Willn |
Willo |
Willr |
Wills |
Willu |
Willv |
Willw |
Willy
 
Willia |
Willib |
Willic |
Willie |
Willig |
Willik |
Willim |
Willin |
Williq |
Willir |
Willis |
Willit |
Williu
Die Liste der Biografien führt alle Personen auf, die in der deutschsprachigen Wikipedia einen Artikel haben. Dieses ist eine Teilliste mit 33 Einträgen von Personen, deren Namen mit den Buchstaben „Willin“ beginnt.

## Willin

### Willing
- Willing Bingham, Anne (1764–1801), US-amerikanische Salonnière
- Willing, George M. (1829–1874), US-amerikanischer Physiker, Prospektor und Lobbyist
- Willing, Hans-Gerhard (1913–1990), deutscher Politiker (CDU), MdL
- Willing, Herbert (1878–1943), niederländischer Fußballschiedsrichter
- Willing, Manfred (1937–2017), deutscher Fußballspieler
- Willing, Martina (* 1959), deutsche Leichtathletin
- Willing, Ralf (* 1949), deutscher Trompeter
- Willing, Thomas (1731–1821), US-amerikanischer Politiker
- Willing, Ute (* 1958), deutsche Schauspielerin
- Willing, Willi (1907–1983), deutscher Elektrotechniker und Hochschullehrer
- Willinger, Cornelia, österreichische Autorin, Schauspielerin und Regisseurin
- Willinger, Elisabeth, österreichische Tischtennisspielerin
- Willinger, Franz (1926–1988), österreichischer Politiker (SPÖ), Abgeordneter zum Nationalrat
- Willinger, Henrike, österreichische Tischtennisspielerin
- Willinger, Isa (* 1980), deutsche Regisseurin
- Willinger, Katharina (* 1986), deutsche JournalistinKatharina Willinger (* 1986)

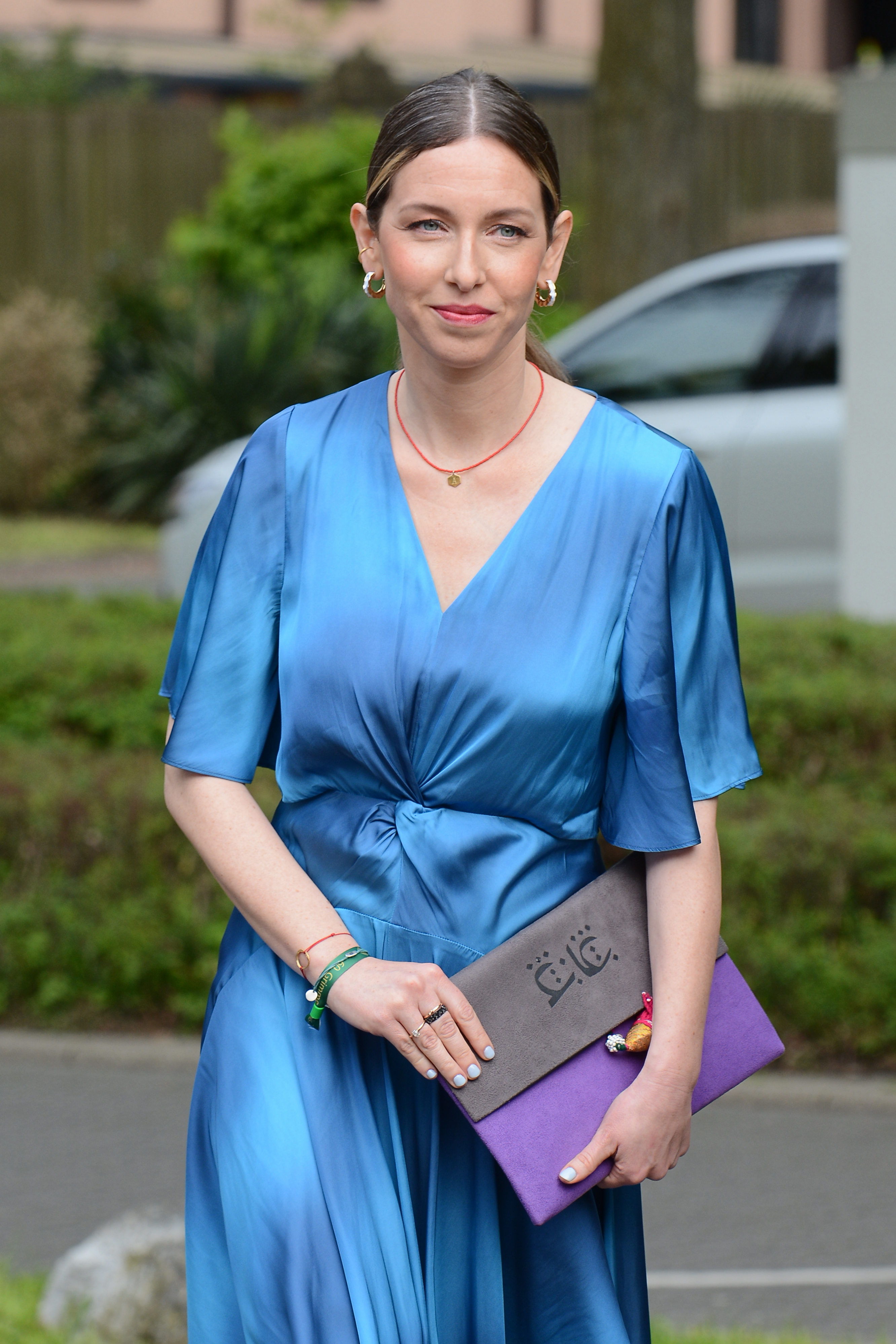
Katharina Willinger (* 1986)

- Willinger, László (1909–1989), österreichisch-ungarischer Presse- und Glamour-Fotograf
- Willinger, Markus (* 1967), deutscher Domorganist und Professor für Orgelspiel
- Willinger, Wilhelm (1879–1943), österreichisch-ungarischer Fotograf
- Willinger, Wilhelm (1914–2002), deutscher Politiker (FDP/DVP), MdL (Baden-Württemberg)
- Willinges, Johannes († 1625), deutscher Maler
- Willingham, Bill (* 1956), US-amerikanischer Comicautor und -zeichner
- Willingham, Calder (1922–1995), US-amerikanischer Schriftsteller und Drehbuchautor
- Willingham, Cameron Todd (1968–2004), US-amerikanischer Mörder, der des Mordes an seinen drei jungen Kindern angeklagt und hingerichtet wurde
- Willingham, Lynne (* 1951), US-amerikanische Filmeditorin
- Willingham, Noble (1931–2004), US-amerikanischer Filmschauspieler
- Willingmann, Armin (* 1963), deutscher Zivil- und Wirtschaftsrechtler, Hochschullehrer, StaatssekretärArmin Willingmann (* 1963)

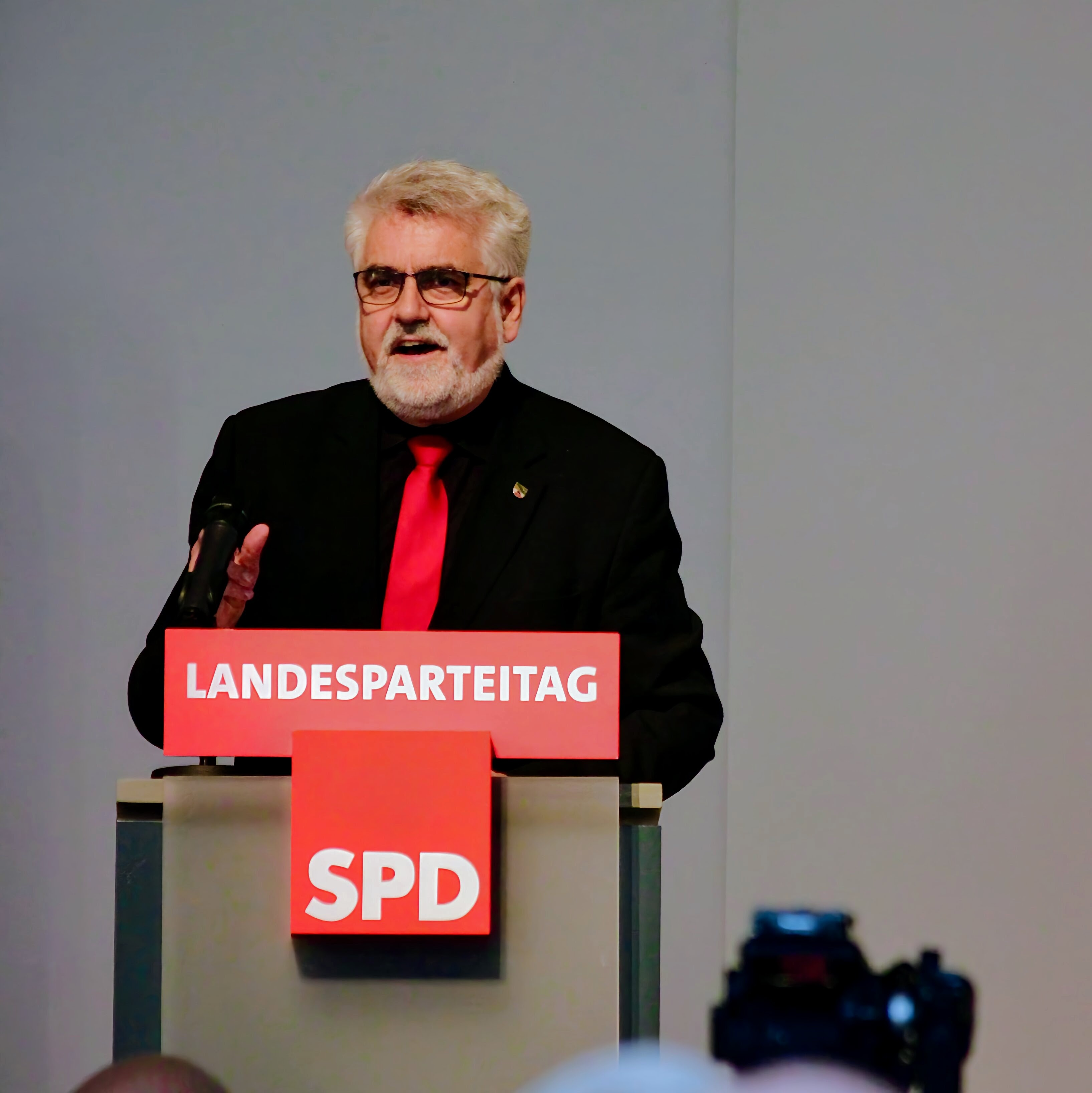
Armin Willingmann (* 1963)

### Willink
- Willink, Carel (1900–1983), niederländischer Kunstmaler
- Willink, Carl Heinrich (1807–1875), Hamburger Kaufmann, MdHB
- Willink, Henry (1894–1973), britischer Politiker, Unterhausabgeordneter
- Willink, Hermann (1879–1965), deutscher Bankier
- Willink, Jocko (* 1971), US-amerikanischer pensionierter United States Navy SEAL, Podcaster und Autor

### Willins
- Willinsky, John (* 1950), kanadischer Soziologe